# Nejc Kajtazović
Nejc Kajtazović (Kranj, 11 gennaio 1982) è un arbitro di calcio sloveno.

## Carriera
Dopo gli anni nelle serie minori slovene, nel 2009 viene promosso in Druga liga, la seconda serie del campionato nazionale. Esordisce in tale campionato il 9 agosto 2009, dirigendo l'incontro Mura 05-Krško. In questa stagione dirige quattro partite, sempre in Druga liga. Dalla stagione seguente è arbitro anche in Prva liga, la massima serie slovena, in cui esordisce il 9 aprile 2011 dirigendo Koper-Nafta. Il 19 ottobre 2011 esordisce in Pokal Slovenije, la coppa nazionale slovena, dirigendo l'incontro dei quarti di finale Interblock-Celje.
Dal 2017 rientra nelle liste UEFA, per cui esordisce il 12 marzo 2018 nelle Qualificazioni al Campionato europeo di calcio Under-17, dirigendo Belgio-Svezia U17. Il 10 ottobre 2019 dirige il suo primo incontro tra nazionali maggiori, Serbia-Paraguay, terminato 1-0. Ha diretto diversi incontri nelle qualificazioni alle competizioni europee, ma mai nelle fasi a gironi.
Dal 2020 svolge anche il ruolo di VAR per UEFA e FIFA. Il 23 aprile 2024 la UEFA lo ha convocato nel ruolo di VAR per il campionato d'Europa 2024 in Germania, insieme all'arbitro Slavko Vinčić, agli assistenti Tomaž Klančnik e Andraž Kovačič, e ai colleghi Rade Obrenović e Jure Praprotnik nel ruolo di quarto ufficiale o riserva di assistente arbitrale. Il 13 maggio 2024 viene designato nel ruolo di VAR nella finale di Champions League Borussia Dortmund-Real Madrid, diretta dal connazionale Slavko Vinčić.